# 佩列季利尼齊亞

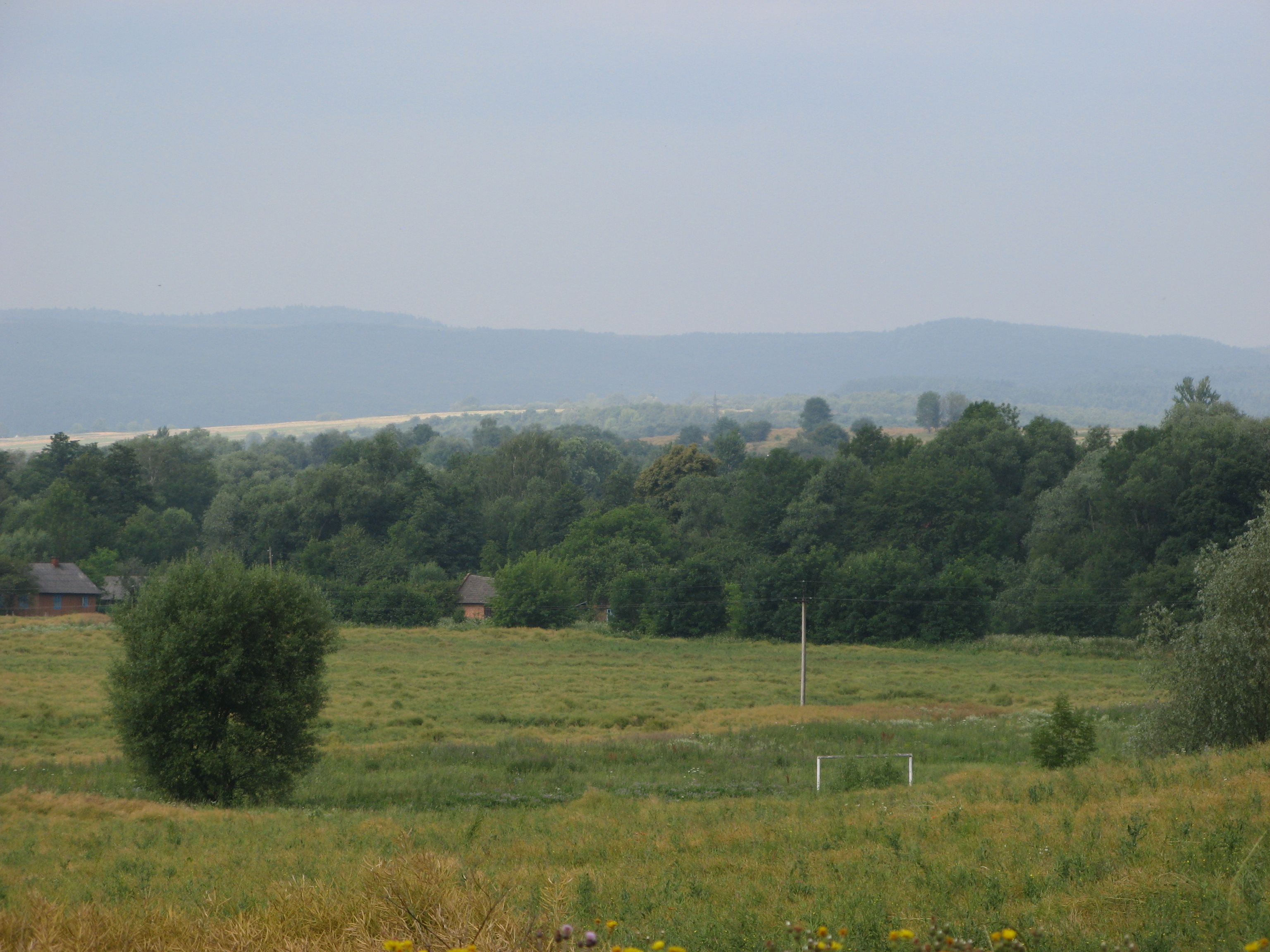

49°38′23″N 22°48′59″E / 49.63972°N 22.81639°E
佩列季利尼齊亞（烏克蘭語：Передільниця），是烏克蘭西部的村莊，隸屬利維夫州的桑比爾區。該村處於比比斯卡河畔，始建於1437年，面積1.43平方公里，海拔高度234米，2001年人口577。